# 红联乡
红联乡，是中华人民共和国四川省凉山彝族自治州金阳县曾经下辖的一个乡。2021年1月12日，撤销红联乡，其所属行政区域为芦稿镇的行政区域。

## 行政区划
红联乡撤销前下辖以下地区：
沙马坪子村、尖顶村、树洛村、炉山村、卢家营盘村、红联村和石嘎村。